# Segunda División A 1934/35

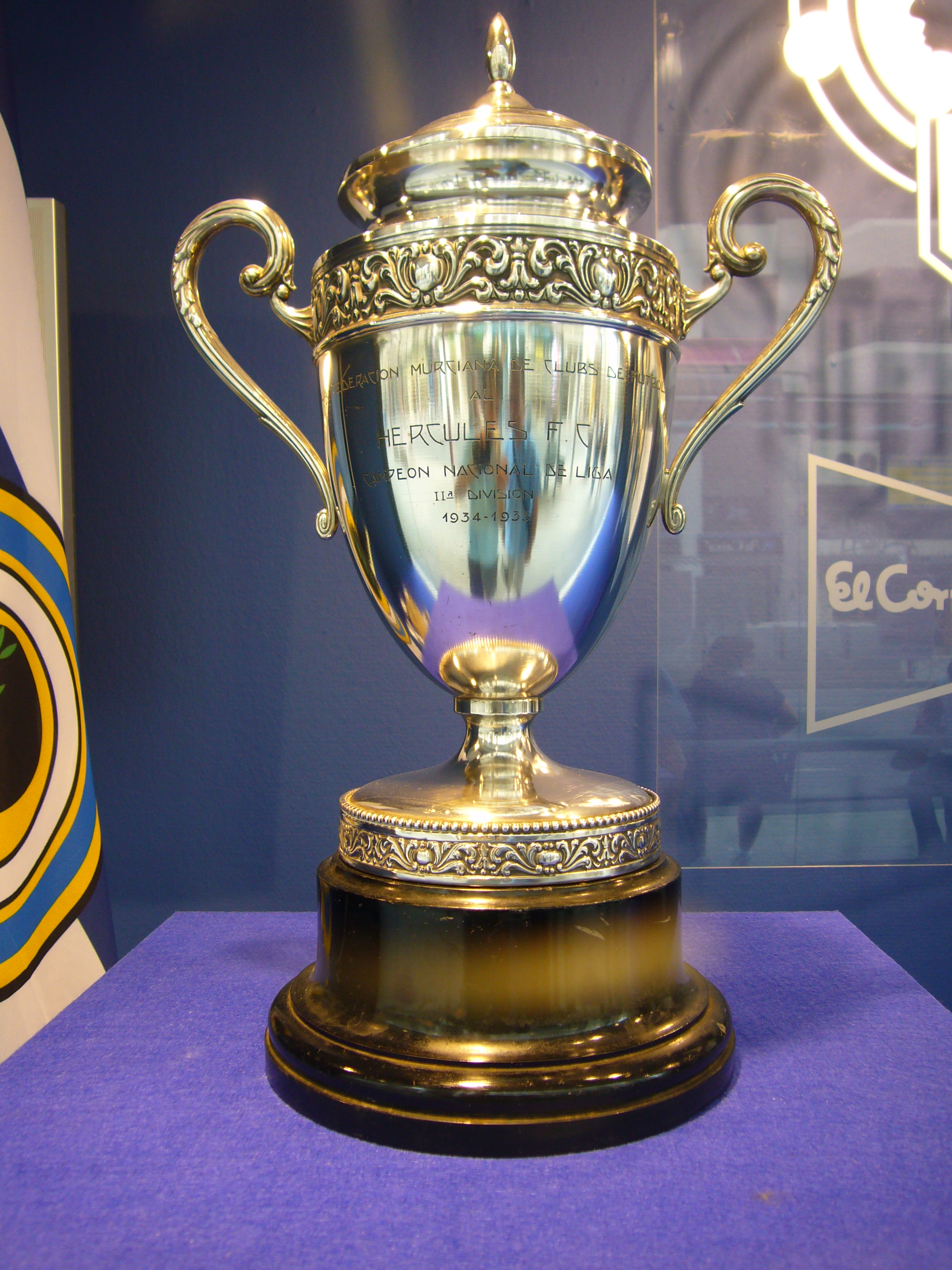
De kampioenenbeker van Hércules CF uit 1934/35.

De Segunda División A 1934/35 was het zevende seizoen van het tweede niveau van het Spaans voetbalkampioenschap. Het ging van start op 2 december 1934 en eindigde op 28 april 1935. Er werd voor het eerst gespeeld met 24 clubs die werden verdeeld in 3 groepen.

## Voorronde

### Groep 1
|   | Club                   | WG | W | G | V | DV | DT | +/- | P  |                                     |
| - | ---------------------- | -- | - | - | - | -- | -- | --- | -- | ----------------------------------- |
| 1 | Celta de Vigo          | 14 | 9 | 2 | 3 | 44 | 21 | +23 | 20 | Kwalificatie voor de eindronde      |
| 2 | Real Valladolid        | 14 | 8 | 2 | 4 | 41 | 21 | +20 | 18 | Kwalificatie voor de eindronde      |
| 3 | Sporting Gijón         | 14 | 7 | 2 | 5 | 23 | 21 | +2  | 16 |                                     |
| 4 | Real Avilés Industrial | 14 | 6 | 2 | 6 | 28 | 38 | -10 | 14 |                                     |
| 5 | CD Nacional de Madrid  | 14 | 6 | 2 | 6 | 25 | 26 | -1  | 14 |                                     |
| 6 | Barakaldo CF           | 14 | 5 | 1 | 8 | 22 | 23 | -1  | 11 |                                     |
| 7 | Deportivo La Coruña    | 14 | 3 | 4 | 7 | 14 | 27 | -13 | 10 |                                     |
| 8 | Racing Ferrol          | 14 | 3 | 3 | 8 | 12 | 32 | -20 | 9  | Degradatie naar de Tercera División |

### Groep 2
|   | Club          | WG | W | G | V | DV | DT | +/- | P  |                                     |
| - | ------------- | -- | - | - | - | -- | -- | --- | -- | ----------------------------------- |
| 1 | CA Osasuna    | 12 | 9 | 1 | 2 | 31 | 9  | +22 | 20 | Kwalificatie voor de eindronde      |
| 2 | CE Sabadell   | 12 | 6 | 3 | 3 | 22 | 22 | 0   | 18 | Kwalificatie voor de eindronde      |
| 3 | Real Zaragoza | 12 | 6 | 2 | 4 | 30 | 17 | +13 | 17 |                                     |
| 4 | Girona FC     | 12 | 4 | 4 | 4 | 12 | 15 | -3  | 16 |                                     |
| 5 | Real Unión    | 12 | 2 | 5 | 5 | 19 | 29 | -10 | 13 |                                     |
| 6 | CF Badalona   | 12 | 3 | 2 | 7 | 16 | 28 | -12 | 11 |                                     |
| 7 | CE Júpiter    | 12 | 1 | 5 | 6 | 12 | 22 | -10 | 11 |                                     |
| 8 | CD Logroñés   | 3  | 0 | 0 | 3 | 2  | 20 | -18 | 01 | Degradatie naar de Tercera División |

1CD Logroñés trok zich om financiële redenen terug uit de competitie na drie wedstrijden.

### Groep 3
|   | Club                  | WG | W  | G | V  | DV | DT | +/- | P  |                                     |
| - | --------------------- | -- | -- | - | -- | -- | -- | --- | -- | ----------------------------------- |
| 1 | Hércules CF           | 14 | 10 | 2 | 2  | 32 | 13 | +19 | 22 | Kwalificatie voor de eindronde      |
| 2 | Real Murcia           | 14 | 7  | 3 | 4  | 28 | 24 | +4  | 17 | Kwalificatie voor de eindronde      |
| 3 | Levante UD            | 14 | 5  | 6 | 3  | 27 | 19 | +8  | 16 |                                     |
| 4 | Elche CF              | 14 | 5  | 4 | 5  | 22 | 24 | -3  | 14 |                                     |
| 5 | CD Malacitano         | 14 | 6  | 2 | 6  | 33 | 27 | +6  | 14 |                                     |
| 6 | Gimnástico Valenciano | 14 | 6  | 1 | 7  | 23 | 22 | +1  | 13 |                                     |
| 7 | Granada CF            | 14 | 6  | 1 | 7  | 22 | 22 | 0   | 13 |                                     |
| 8 | Sport La Plana        | 14 | 1  | 1 | 12 | 7  | 43 | -36 | 3  | Degradatie naar de Tercera División |

## Eindronde
|   | Club            | WG | W | G | V | DV | DT | +/- | P  |                                   |
| - | --------------- | -- | - | - | - | -- | -- | --- | -- | --------------------------------- |
| 1 | Hércules CF     | 10 | 6 | 2 | 2 | 22 | 9  | +13 | 14 | Promotie naar de Primera División |
| 2 | CA Osasuna      | 10 | 6 | 1 | 3 | 21 | 13 | +8  | 13 | Promotie naar de Primera División |
| 3 | Celta de Vigo   | 10 | 6 | 0 | 4 | 19 | 18 | +1  | 12 |                                   |
| 4 | Real Murcia     | 10 | 5 | 1 | 4 | 16 | 15 | +1  | 11 |                                   |
| 5 | CE Sabadell     | 10 | 4 | 0 | 6 | 15 | 20 | -5  | 8  |                                   |
| 6 | Real Valladolid | 10 | 1 | 0 | 9 | 11 | 29 | -18 | 2  |                                   |

1929 · 1929/30 · 1930/31 · 1931/32 · 1932/33 · 1933/34 · 1934/35 · 1935/36 · 1936/37 · 1937/38 · 1938/39 · 1939/40 · 1940/41 · 1941/42 · 1942/43 · 1943/44 · 1944/45 · 1945/46 · 1946/47 · 1947/48 · 1948/49 · 1949/50 · 1950/51 · 1951/52 · 1952/53 · 1953/54 · 1954/55 · 1955/56 · 1956/57 · 1957/58 · 1958/59 · 1959/60 · 1960/61 · 1961/62 · 1962/63 · 1963/64 · 1964/65 · 1965/66 · 1966/67 · 1967/68 · 1968/69 · 1969/70 · 1970/71 · 1971/72 · 1972/73 · 1973/74 · 1974/75 · 1975/76 · 1976/77 · 1977/78 · 1978/79 · 1979/80 · 1980/81 · 1981/82 · 1982/83 · 1983/84 · 1984/85 · 1985/86 · 1986/87 · 1987/88 · 1988/89 · 1989/90 · 1990/91 · 1991/92 · 1992/93 · 1993/94 · 1994/95 · 1995/96 · 1996/97 · 1997/98 · 1998/99 · 1999/00 · 2000/01 · 2001/02 · 2002/03 · 2003/04 · 2004/05 · 2005/06 · 2006/07 · 2007/08 · 2008/09 · 2009/10 · 2010/11 · 2011/12 · 2012/13 · 2013/14 · 2014/15 · 2015/16 · 2016/17 · 2017/18 · 2018/19 · 2019/20 · 2020/21 · 2021/22 · 2022/23 · 2023/24 · 2024/25